# Mataʻafa Mulinuʻu II
Fiame Mataʻafa Faumuina Mulinuʻu II (ur. 5 sierpnia 1921 w Lotofaga, Upolu, zm. 20 maja 1975 w Lepra, Upolu) – samoański polityk, pierwszy premier niepodległego Samoa Zachodniego (obecnie Samoa) od 1 października 1959 do lutego 1970 oraz od marca 1973 do śmierci.
Jego córka, Naomi Mataʻafa, jest premierem Samoa od 2021.